# Alltför omöjlig att fånga
Alltför omöjlig att fånga är en psalm med text av Gunilla Stjerngren och musik av Georg Riedel. 

## Publicerad som
- Nr 906 i Psalmer i 2000-talet under rubriken "Kyrkliga handlingar".